# 西山路町
西山路町（にしやまじちょう）は、愛知県瀬戸市東名連区の町名。丁番を持たない単独町名である。

## 地理
- 瀬戸市の南部に位置する[8]。西を若宮町・塩草町、北を門前町、東を山路町、南を海上町と隣接している[8]。
- 赤津川左岸に市クリーンセンターがあり、その上流には陶土を精製する工場が立地する[8]。

### 河川
- 赤津川[8] ： 町の西端、塩草町との町境付近を西流している。
- 東山路川（赤津川支流） ： 町の北端、門前町との町境付近を西流し、町の北西端で赤津川に注ぎ込んでいる。
- 山路川[8]（東山路川支流） ： 町の北東部、山路町との町境付近を北流し、町の北東端で東山路川に注ぎ込んでいる。
- 南山路川（赤津川支流） ： 町の中央部を北西に流れ、赤津川に注ぎ込んでいる。

- 東山路川（西山路町・門前町境）
- 赤津川と東山路川の合流点[注釈 1]

### 学区
市立小・中学校に通う場合、学区は以下の通りとなる。また、公立高等学校普通科に通う場合の学区は以下の通りとなる。
| 番・番地等 | 小学校                 | 中学校                 | 高等学校 |
| ---------- | ---------------------- | ---------------------- | -------- |
| 全域       | 瀬戸市立にじの丘小学校 | 瀬戸市立にじの丘中学校 | 尾張学区 |

## 歴史

### 町名の由来
町名設定の際、赤津村字山路・上山路の西方にあることから名付けられたと推察される（山路の由来については山路町を参照）。

### 沿革
- 1943年（昭和18年）8月9日 - 瀬戸市大字赤津字山路の一部により、同市西山路町として成立[2]。

## 世帯数と人口
2025年（令和7年）3月1日現在の世帯数と人口は以下の通りである。
| 町丁     | 世帯数 | 人口 |
| -------- | ------ | ---- |
| 西山路町 | 2世帯  | 4人  |

### 人口の変遷
国勢調査による人口の推移
| 1995年（平成7年）  | 12人 | [ 11 ] |  |
| 2000年（平成12年） | 11人 | [ 12 ] |  |
| 2005年（平成17年） | 9人  | [ 13 ] |  |
| 2010年（平成22年） | 7人  | [ 14 ] |  |
| 2015年（平成27年） | 7人  | [ 15 ] |  |
| 2020年（令和2年）  | 4人  | [ 16 ] |  |

### 世帯数の変遷
国勢調査による世帯数の推移。
| 1995年（平成7年）  | 3世帯 | [ 11 ] |  |
| 2000年（平成12年） | 3世帯 | [ 12 ] |  |
| 2005年（平成17年） | 3世帯 | [ 13 ] |  |
| 2010年（平成22年） | 3世帯 | [ 14 ] |  |
| 2015年（平成27年） | 2世帯 | [ 15 ] |  |
| 2020年（令和2年）  | 2世帯 | [ 16 ] |  |

## 交通

### 鉄道
町内に鉄道は走っていない。最寄り駅は名鉄瀬戸線尾張瀬戸駅、または愛知環状鉄道・愛知環状鉄道線山口駅になる。

### バス
町内にバスは走っていない。最寄りのバス停は、名鉄バス「東山線」【11】【12】系統の万徳寺前バス停になる。

### 道路
町内に国道・県道は走っていない。

## 施設
- 瀬戸市クリーンセンター[8] ： 燃えないごみ・粗大ごみの収集、し尿処理施設の維持管理等を行っている[17]。

- 瀬戸市クリーンセンター

## その他

### 日本郵便
- 郵便番号 : 489-0851[6]（集配局：瀬戸郵便局[18]）。